# Les Mutinés du Téméraire
Pour les articles homonymes, voir Defiant.
Pour plus de détails, voir Fiche technique et Distribution.
Les Mutinés du Téméraire (H.M.S. Defiant) est un film britannique réalisé par Lewis Gilbert, sorti en 1962.

## Synopsis
En 1797, le Téméraire est envoyé rejoindre la flotte britannique en Méditerranée. À son bord, le lieutenant Scott-Padget est un homme cruel qui s'acharne sur l'équipage au moindre prétexte. Conscient de la révolte qui gronde, le capitaine Crawford tente de reprendre en mains le navire en attaquant un navire français au large de la Corse.

## Fiche technique
- Titre original : H.M.S. Defiant
- Titre français : Les Mutinés du Téméraire
- Titre américain : Damn the Defiant!
- Réalisation : Lewis Gilbert
- Scénario : Nigel Kneale, Edmund H. North d'après le roman Mutiny de Frank Tilsley
- Direction artistique : Arthur Lawson
- Costumes : Jean Fairlie
- Photographie : Christopher Challis
- Son : H.L. Bird, Red Law
- Musique : Clifton Parker
- Production : John Brabourne
- Production associée : Douglas Peirce
- Société de production : Columbia Pictures, G.W. Films
- Société de distribution : Columbia Pictures
- Pays d'origine :  Royaume-Uni
- Langue originale = anglais
- Format : couleur (EastmanColor) — 35 mm — 2,33:1 (CinemaScope) — son Mono (Westrex Recording System)
- Genre : Film d'aventures
- Durée : 101 minutes
- Date de sortie :
  -  Royaume-Uni : 22 février 1962 (première à Londres)
  -  France : 23 janvier 1963

## Distribution
- Alec Guinness (VF : Marc Cassot) : Capitaine Crawford
- Dirk Bogarde (VF : Jacques Thébault) : Lieutenant Scott-Padget
- Maurice Denham (VF : Marcel Lestan) : M. Goss (médecin du bord)
- Nigel Stock (VF : Jean-François Laley) : Aspirant senior Kilpatrick
- Walter Fitzgerald (VF : Jean Martinelli) : Amiral Jackson
- Richard Carpenter : Lieutenant Ponsonby
- Peter Gill (en) : Lieutenant D'Arblay
- David Robinson : Aspirant Harvey Crawford
- Robin Stewart (en) : Pardoe
- Ray Brooks (en) : Hayes
- Peter Greenspan : Johnson
- Anthony Quayle (VF : Claude Bertrand) : Vizard
- Tom Bell (VF : Serge Lhorca) : Evans
- Murray Melvin (VF : Philippe Mareuil) : Wagstaffe
- Victor Maddern (VF : Lucien Bryonne) : Dawlish
- Bryan Pringle (en) (VF : Alain Nobis) : Sergent Kneebone